# هنریک آلزر
هنریک آلزر (لهستانی: Henryk Alszer) (۷ مه ۱۹۱۸ در خوژوف - ۳۱ دسامبر ۱۹۵۹ در رودا شلوسکا) فوتبالیست لهستانی بود. هنریک عضو تیم ملی فوتبال لهستان بود و به همراه این تیم در بازی‌های المپیک تابستانی ۱۹۵۲ حضور داشت.
قبل از جنگ در چندین مسابقه برای باشگاه ورزشی RKS Hajduki بازی کرد، اما به دلیل جنگ، او هم مانند سایر فتوبالیست‌ها نتوانست به بازی ادامه دهد. پس از جنگ او برای بازی در تیم باشگاه فوتبال لانس به فرانسه و برای بازی در تیم Forres Mechanics به اسکاتلند رفت. او در سال ۱۹۴۷ به خانه بازگشت تا برای باشگاه فوتبال روخ خوژوف بازی کند و کمک کرد تا در سال‌های ۱۹۵۱، ۱۹۵۲ و ۱۹۵۳ قهرمان شوند. زمانی که او در سال ۱۹۵۸ از تیم جدا شد، در ۱۷۶ بازی ۵۱ گل به ثمر رسانده بود و اگرچه به گورنیک کاتوویتس رفت، اما بیشتر نقش مربیگری را بر عهده گرفت تا یک بازیکن.
آلزر در چهارده مسابقه بین‌المللی بازی کرد و نخستین بازی او در سال ۱۹۴۸ در مقابل تیم ملی فوتبال یوگسلاوی بود.